# Adrián Calello
Adrián Daniel Calello (Quilmes, 14 maggio 1987) è un calciatore argentino, centrocampista svincolato.

## Biografia
Ha il passaporto italiano, essendo il padre nativo di Spilinga (VV).

## Carriera

### Independiente
Ha iniziato la sua carriera calcistica nelle file giovanili del Independiente. Ha fatto il suo debutto in prima squadra il 24 febbraio 2007 nella sconfitta casalinga contro il Boca Juniors. Durante la stagione 2006-2007 ha totalizzato 14 presenze nel torneo di Clausura della Primera División. La stagione successiva ha ottenuto un totale di 15 presenze nel torneo di Apertura e 9 presenze nel torneo di Clausura. Nella stagione 2008-2009 ha totalizzato 13 presenze nel torneo di Apertura.

### Dinamo Zagabria
Il 15 dicembre 2008 è stato acquistato dalla Dinamo Zagabria per una cifra di 2 milioni di euro, firmando un contratto quinquennale. Ha fatto il suo debutto nella Prva HNL il 24 febbraio 2009, in una partita pareggiata contro i rivali dell'Hajduk Spalato. Nella stagione 2009-2010 colleziona 20 presenze in campionato, 3 presenze in Coppa di Croazia e 4 in competizioni europee. Ha segnato il primo gol della sua carriera in una partita di campionato contro l'RNK Spalato.

### Siena
Prelevato dalla società italiana del Siena nel gennaio 2013, esordisce da titolare in Serie A il 10 marzo 2013 in occasione di Palermo-Siena (1-2) della 28ª giornata di campionato.

### Chievo Verona
Il 18 luglio 2013 viene acquistato dal ChievoVerona. Il 17 agosto seguente esordisce con la maglia gialloblu nella gara ChievoVerona-Empoli (2-0) di Coppa Italia. In campionato esordisce nell'ultima giornata in casa contro l'Inter (2-1). Per lo scarso utilizzo, è stato definito uno degli X-Files del Chievo, cioè giocatori di cui non è chiaro il motivo del trasferimento alla società veneta.

### Catania
Il 6 agosto 2014 si trasferisce al Catania in Serie B.

### Quilmes
Il 22 gennaio 2015 è annunciato il suo ritorno in Argentina per vestire la maglia del Quilmes.

## Statistiche

### Presenze e reti nei club
Statistiche aggiornate al 20 gennaio 2015.
| Stagione               | Squadra                | Campionato             | Campionato | Campionato | Coppe nazionali | Coppe nazionali | Coppe nazionali | Coppe continentali | Coppe continentali | Coppe continentali | Altre coppe | Altre coppe | Altre coppe | Totale | Totale |
| Stagione               | Squadra                | Comp                   | Pres       | Reti       | Comp            | Pres            | Reti            | Comp               | Pres               | Reti               | Comp        | Pres        | Reti        | Pres   | Reti   |
| ---------------------- | ---------------------- | ---------------------- | ---------- | ---------- | --------------- | --------------- | --------------- | ------------------ | ------------------ | ------------------ | ----------- | ----------- | ----------- | ------ | ------ |
| 2006-2007              | Independiente          | PD                     | 14         | 0          | -               | -               | -               | -                  | -                  | -                  | -           | -           | -           | 14     | 0      |
| 2007-2008              | Independiente          | PD                     | 24         | 0          | -               | -               | -               | -                  | -                  | -                  | -           | -           | -           | 24     | 0      |
| 2008-gen. 2009         | Independiente          | PD                     | 13         | 0          | -               | -               | -               | CS                 | 1                  | 0                  | -           | -           | -           | 14     | 0      |
| Totale Independiente   | Totale Independiente   | Totale Independiente   | 51         | 0          |                 | -               | -               |                    | 1                  | 0                  |             | -           | -           | 52     | 0      |
| gen.-giu. 2009         | Dinamo Zagabria        | 1.HNL                  | 12         | 0          | CC              | 3               | 0               | UCL+CU             | -                  | -                  | -           | -           | -           | 15     | 0      |
| 2009-2010              | Dinamo Zagabria        | 1.HNL                  | 20         | 0          | CC              | 3               | 0               | UCL+UEL            | 0+4                | 0                  | -           | -           | -           | 27     | 0      |
| 2010-2011              | Dinamo Zagabria        | 1.HNL                  | 18         | 2          | CC              | 6               | 0               | UCL+UEL            | 4+4                | 0                  | SC          | 1           | 0           | 33     | 2      |
| 2011-2012              | Dinamo Zagabria        | 1.HNL                  | 19         | 1          | CC              | 2               | 0               | UCL                | 10                 | 0                  | -           | -           | -           | 31     | 1      |
| 2012-gen. 2013         | Dinamo Zagabria        | 1.HNL                  | 6          | 0          | CC              | 2               | 0               | UCL                | 7                  | 0                  | -           | -           | -           | 15     | 0      |
| Totale Dinamo Zagabria | Totale Dinamo Zagabria | Totale Dinamo Zagabria | 75         | 3          |                 | 16              | 0               |                    | 29                 | 0                  |             | 1           | 0           | 121    | 3      |
| gen.-giu. 2013         | Siena                  | A                      | 9          | 0          | CI              | -               | -               | -                  | -                  | -                  | -           | -           | -           | 9      | 0      |
| 2013-2014              | Chievo                 | A                      | 1          | 0          | CI              | 1               | 0               | -                  | -                  | -                  | -           | -           | -           | 2      | 0      |
| 2014-gen. 2015         | Catania                | B                      | 11         | 0          | CI              | 2               | 0               | -                  | -                  | -                  | -           | -           | -           | 13     | 0      |
| Totale carriera        | Totale carriera        | Totale carriera        | 147        | 3          |                 | 19              | 0               |                    | 30                 | 0                  |             | 1           | 0           | 197    | 3      |

## Palmarès
- Campionato croato: 4

Dinamo Zagabria: 2008-2009, 2009-2010, 2010-2011, 2011-2012
- Coppa di Croazia: 3

Dinamo Zagabria: 2008-2009, 2010-2011, 2011-2012
- Supercoppa di Croazia: 1

Dinamo Zagabria: 2010